# تابستان ۱۹۸۴
تابستان ۱۹۸۴ (انگلیسی: Summer of 84) یک فیلم ترسناک معمایی است که در سال ۲۰۱۸ منتشر شد.